# Дробишеве
Дро́бишеве — селище Лиманської міської громади Краматорського району Донецької області України. Розташоване за 118 км від Донецька.

## Історія
Слобода Дробишеве заснована 1687 року на березі річки Нетриус.
Після скасування кріпацтва 1861 року найвищий наділ на душу становив близько 4 десятин.
Станом на 1885 рік у колишній державній слободі Попівської волості Ізюмського повіту Харківської губернії мешкало 2873 особи, налічувалось 497 дворових господарств, існували православна церква, школа, 3 лавки.
За переписом 1897 року кількість мешканців зросла до 3995 осіб (1937 чоловічої статі та 2058 — жіночої), з яких 3991 — православної віри.
1918 року в селі був утворений ревком, який очолив Мошенський Іван Арсентійович (1888—7.04.1967).
У 1920 р. було створено сільську раду, головою якої обрано Некрилова Василя Несторовича, а секретарем Бережного Петра Андрійовича.
У 27 березня 1923 в селі Дробишеве створили комсомольський осередок, першими комсомольцями стали С. Кікалов, І. Кандибко, І. Слєпцов та ін. У 1923—26 рр. він налічував вже 100 осіб.
У 1924 р. в с. Дробишеве був один комуніст — голова сільради Суботін Микола Васильович, а вже наступного року створений партосередок, секретарем якого став Бієнко Максим Іванович.
У 1929—30 рр. в с. Дробишеве було створено 6 Товариств спільного обробітку землі, які об'єднували 36 дворів та 100 осіб:
- «Новий хлібороб» (організатор П. Кікалов)
- «Червона Нива» (Слєпцов Л. П.)
- «Червоноводянський» (Кохан І. Д.)
- «Червоні луки» (Каракуц В. Є.)
- «Серп і молот» (Слєпцов Ф. С.)
- «Червоний колос» (Жуга І. Ф.)

Процес колективізації у Дробишевому у 1928—1932 рр. (за кількістю селянських дворів станом на 1 липня відповідного року):
- 1928 — 1,7 %.
- 1929 — 3,9 %.
- 1930 — 23,6 %.
- 1931 — 52,7 %.
- 1932 — 61,5 %.

Під час повномасштабного вторгнення Росії в Україну 16 травня 2022 ворожі збройні формування окупували селище. У рамках боїв за Лиман 30 вересня 2022 українські збройні сили звільнили населений пункт.

## Населення

### Мова
Розподіл населення за рідною мовою за даними перепису 2001 року:
| Мова            | Кількість | Відсоток |
| --------------- | --------- | -------- |
| українська      | 3186      | 87.65%   |
| російська       | 437       | 12.01%   |
| білоруська      | 8         | 0.22%    |
| румунська       | 2         | 0.06%    |
| вірменська      | 1         | 0.03%    |
| інші/не вказали | 1         | 0.03%    |
| Усього          | 3635      | 100%     |

## Пам'ятки
- За два кілометри на південний захід від околиці селища Дробишеве є ландшафтний заказник місцевого значення Підпісочне.
- На околицях Дробишевого виявлено залишки трьох поселень: два — епохи неоліту і одне — епохи бронзи.

## Інше
В селищі розташовується Свято-Миколаївська церква Української православної церкви.